# Li Yiji
En aquest nom xinès, el cognom és Li.
Li Yiji va ser un assessor de Liu Bang (més tard l'Emperador Gaozu de Han) durant el període de la Disputa Chu–Han de la història xinesa.

## Biografia
Li era originari de Gaoyang, Chenliu (prop de l'actual Kaifeng, Henan). Ell es va unir al servei de Liu Bang al voltant del 207 aEC durant la insurrecció contra la Dinastia Qin. L'exèrcit rebel de Liu estava preparant-se per atacar la ciutat de Chenliu, quan Li va arribar al campament de Liu i va demanar de veure a Liu, presenta-se com un estudiós confucianista. A Liu no li agradaven els estudiosos i no va voler rebre a Li. Li es va enfurismar i li va escridassar al guàrdia, "Vés dins i dis-li al Duc de Pei (Liu Bang) que sóc un bevedor de Gaoyang, no un estudiós!" Liu va alegrar-se quan va saber que un bevedor volia reunir-se amb ell i immediatament va preparar un banquet de benvinguda a Li.
Li va reprendre Liu pel seu comportament groller en trobar-se amb aquest últim. Liu estava avergonyit i es va disculpar, i llavors va demanar a Li idees sobre com conquerir Chenliu. Li va tornar a Chenliu i va tractar de persuadir al magistrat de rendir-se a Liu Bang, però el magistrat es va negar. Li després va dirigir els seus homes per matar el magistrat i li envià un missatger a Liu. Liu dirigí el seu exèrcit per atacar Chenliu i els soldats de Qin es van lliurar quan van veure que el magistrat havia estat mort. Liu va guanyar més de 10.000 tropes i molts subministraments després de conquerir Chenliu.
En el 204 aEC, durant la disputa Chu–Han, quan Liu estava sent assetjat per les forces de Xiang Yu a Xingyang, Li va suggerir a Liu de recrear els antics estats del Període dels Regnes Combatents i instaurar els descendents de les seves famílies reials en els seus respectius trons. Aquest pla va ser pensat per ajudar a Liu obtenir el suport dels governants dels estats vassalls, que li ajudarien en la guerra contra Xiang Yu. Liu inicialment va aplaudir la idea de Li, però més tard va rebutjar el pla de Li després d'escoltar l'opinió de Zhang Liang sobre que els estats serien més propensos en el seu lloc a donar suport a Chu Occidental, ja que Chu era superior a Han en termes de poder militar.
Més tard eixe any, Li es va oferir com a voluntari per convèncer el regne rival de Qi de rendir-se a Liu Bang. Aleshores Li va viatjar-hi a Qi i va aconseguir convèncer a Tian Guang (el Rei de Qi) de sotmetre's a Liu. Això no obstant, el general de Liu, Han Xin, al qual se l'havia encarregat d'atacar Qi des d'un principi, no estava al corrent del canvi en el pla. I per tant, seguint el consell de Kuai Tong, Han va escometre un atac sorpresa sobre Qi i va conquerir Lixia i Linzi (ciutat capital de Qi). Tian Guang va considerar que Li l'havia traït i el va fer executar bullint-lo viu.
Després que Liu Bang es convertí en l'Emperador de la Xina, ell li va conferir el títol de "Marquès de Gaoliang" (高粱侯) al fill de Li, Li Jie (酈疥).

## Bevedor de Gaoyang
El terme xinès "高陽酒徒" (pinyin: Gāoyáng Jǐutú; literalment significant: "bevedor de Gaoyang"), que es va originar a partir del comentari fet per Li quan Liu Bang es va negar a veure-lo, es fa servir per descriure algú que es lliura molt en alcohol i es comporta d'una manera dissipada i sense restriccions.